# Lynn Hung
Lynn Hung ou Lynn Xiong est une actrice et mannequin  hongkongaise née le 10 octobre 1981 en Chine. Elle a été la compagne de l'acteur et chanteur Aaron Kwok.

## Filmographie

### Cinéma
- 2003 : Mu di di Shangai d'Andrew Y-S Cheng
- 2008 : Ip Man de Wilson Yip: Zhang Yong Cheng
- 2009 : Short of Love (en) de James Yuen (zh)
- 2010 : Ip Man 2 de Wilson Yip : Zhang Yong Cheng
- 2010 : Faa tin hei si 2010  de Raymond Wong Pak-ming et Herman Yau : Rossignol
- 2010 : My Sassy Girl 2 (en) de Joe Ma (en) : Shangzhen
- 2011 : All's Well, Ends Well 2011 de Chan Hing-ka (zh) et Janet Chun : Victoria Lee
- 2012 : All's Well, Ends Well 2012 de Chan Hing-ka (zh) : Charmaine
- 2012 : Nan ren ry yi fu de Vincent Kok (en)
- 2013 : Baat xing jiu dian : Audrey
- 2014 : Luk fuk hei si de Vincent Kok (en): DiDi Ding
- 2015 : Jiang cuo jiu cuo : Yan Qi
- 2015 : The Last Women Standing (en) de Luo Luo (en) : Zhang Yu
- 2015 : Ip Man 3 de Wilson Yip : Zhang Yong Cheng
- 2016 : The Shanghai Job de Charles Martin : Ling Mo
- 2017 : See You Tomorrow de Zhang Jiajia (ko) : Jiang Jie
- 2023 : Requiem for the Nine Heavens de Jianan He
- 2023 : Gaoyang youxi de Yi Huang

### Télévision
- 2011 : Material Queen (en) (22 épisodes) : Lin Chu-Lan
- 2022 : Modern Dynasty (zh) : Xie Cai Wei
- 2022 : Gang gan (40 épisodes) : Wang Haili
- 2024 : Tang Ren Jie Tan an 2 (1 épisode)